# Sophia Regina Gräf
Sophia Regina Gräf (verheiratete Laurentius, um 1715) war eine deutsche Lieddichterin.

## Leben

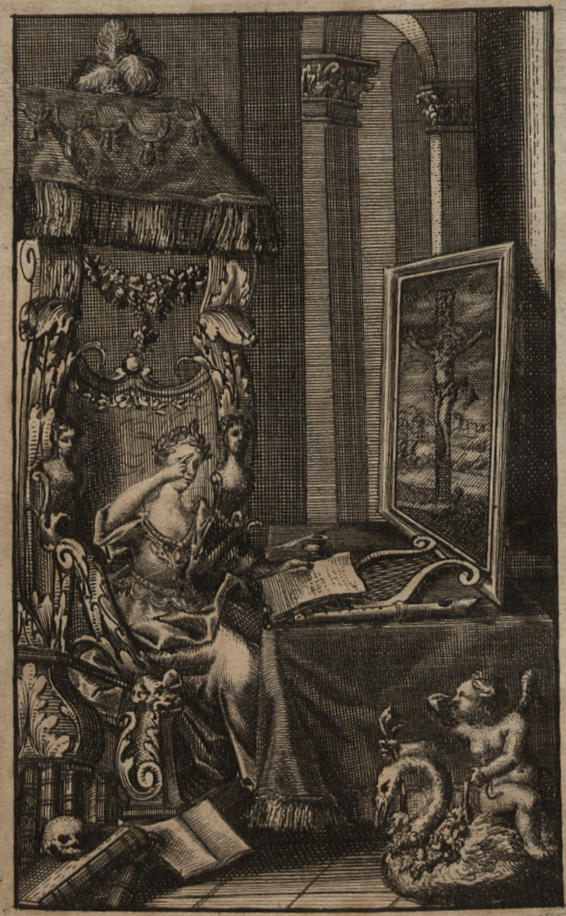
Frontispiz mit Kupferstich aus Sophia Regina Gräfs Monographie, Leipzig 1715

Sophia Regina Gräf kam Ende des siebzehnten Jahrhunderts als Tochter von Anna Sophie Gräf (geborene Rinckart) und Johann Rudolph Gräf auf die Welt. Ihr Vater war Pastor in Weltewitz bei Eilenburg. Sie hatte einen Bruder, Friedrich Rudolf Gräf, der 1686 geboren wurde und in Cotta bei Pirna sein Amt als Pastor bekleidete. Über Sophia Regina Gräfs genaue Lebensdaten ist nicht viel bekannt. 1715 heiratete sie in Sachsen Christian Gotthold Laurentius, einen Pastor in Wehlen an der Elbe. Im selben Jahr erschien in Leipzig eine Sammlung ihrer Werke. Als Dichterin schrieb sie mehrere geistliche Lieder und lebte bis mindestens 1719.

## Werk

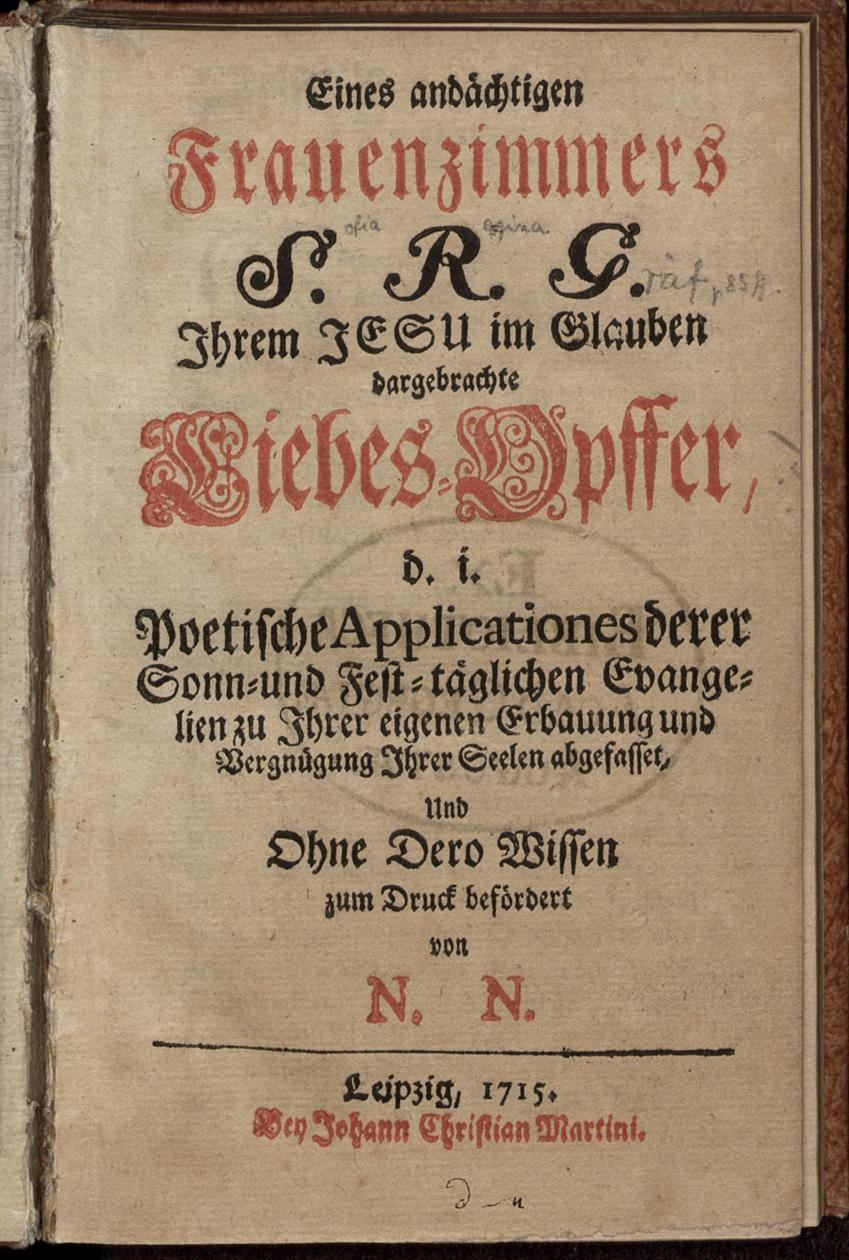
Titelblatt Eines andächtigen Frauenzimmers S. R. G. Ihrem Jesu im Glauben dargebrachte Liebes-Opffer, Leipzig 1715

Sophia Regina Gräf dichtete geistliche Lieder, die meistens auf evangelische Sonn- und Festtage geschrieben wurden.
Eine Sammlung dieser Lieder wurde 1715 ohne ihr Wissen in Leipzig herausgegeben unter dem Titel Eines andächtigen Frauenzimmers S. R. G. Ihrem Jesu im Glauben dargebrachte Liebes-Opffer. Der Herausgeber blieb anonym, vermutlich handelte es sich hierbei aber um ihren Ehemann oder ihren Vater. Die Sammlung umfasst 70 Lieder, die nach dem Kirchenjahr geordnet sind, zwei kurze Vorreden des Herausgebers und einen Anhang mit weiteren Liedtexten Gräfs.
Den Liedern vorangestellt, wird durch eine erste Vorrede des Herausgebers ein implizierter „Christlicher und Geneigter Leser“ adressiert: Gräf habe nicht die Absicht gehabt, ihre Meditationen jemals zu drucken. Der Leser wird deswegen bei nicht perfekten Reimen und weniger gelungenen Phraseologien um Nachsicht gebeten. Diese Vorrede ist auf den 15. November 1715 datiert.
In einer zweiten Vorrede wendet sich der Herausgeber an die Verfasserin der Texte, „Mademoiselle S. R. G.“ Er versucht zu rechtfertigen, dass er diese Lieder ohne ihr Wissen drucken lässt und teilt ihr seine Hoffnung mit, „Daß Mademoisell' auf mich nicht zornig sey“ und seine „Kühnheit“ ihm verzeihen werde.
Gräfs mehrstrophige Lieder für die evangelischen Sonn- und Festtage sind mit der Abkürzung I. N. J. (in nomine Jesu) eingeleitet. Bei einigen Liedstrophen deutet eine Marginalie darauf hin, dass es sich bei diesem Liedtext um eine direkte Referenz zu einem bestimmten Psalm handelt.
Der Anhang der Liedersammlung umfasst einige „Arien und Materien“, die dem Herausgeber ebenfalls von Sophia Regina Gräf „zum Durchlesen“ gegeben worden seien. Gräfs Arien sind hier über die zeitgenössisch bekannten Melodien evangelischer Lieder gedichtet und mit einem entsprechenden Hinweis markiert. Zwei Arien stechen im Druck besonders heraus: Die nicht genauer betitelte Arie, die auf S. 82 (beim Setzen der Seitenzahlen offensichtlich verkehrt abgedruckt: „28“) beginnt, umfasst drei Strophen. Jede Strophe beginnt mit einem der Akrostichon-Grossinitialen S-R-G. Auch die darauffolgende „Paßions-Arie“ (ab S. 83) beinhaltet die Initialen der Sophia Regina Gräf: Die zwölfstrophige Arie beginnt in der 1., 5. und 9. Strophe mit den Grossinitialen S, R und G, die auch hier im Druck besonders hervorgehoben wurden.
Die weiteren Texte, die teilweise mit „Betrachtung“ oder „Sonnet“ untertitelt sind, erscheinen nicht in Strophenform.
Entgegen der geäußerten Befürchtungen des Herausgebers wurden Gräfs Texte wohlwollend rezipiert: Zeitgenössische Kritiken erfreuten sich an Gräfs „Arien, die gar nett und geistreich gesetzt sind / und auch in bekannten Singweisen können gesungen werden“. Die „geschickte deutsche Dichterin“ und ihre Liedtexte stießen nachhaltig auf so viel Anklang, dass zwei ihrer Lieder 1895 in die Sammlung Blüthen deutscher Frauenpoesie von Karl Wilhelm Bindewald in die Rubrik „Religiöse Lieder“ aufgenommen wurden: „Ich muß (ich weiß nicht was) vor ein Verlangen nehren“ und „Mit Gott und mit der Zeit muß sich doch alles schicken“. Bindewalds Sammlung hatte dabei den Anspruch eines Kanons: „das Wertvollste zu vereinen, was Deutschlands Dichterinnen von den frühesten Zeiten an“ geschrieben haben.